# Thecla elis
Thecla elis är en fjärilsart som beskrevs av Pieter Cramer 1782. Thecla elis ingår i släktet Thecla och familjen juvelvingar. Inga underarter finns listade i Catalogue of Life.